# 7665 Putignano
7665 Putignano (1994 TK3) là một tiểu hành tinh vành đai chính được phát hiện ngày 11 tháng 10 năm 1994 bởi V. S. Casulli ở Colleverde di Guidonia.